# Firmin (biskup Amiens)
Święty Firmin (ur. w III wieku Pompaelo, zm. w IV wieku w Amiens w Galii) – legendarny pierwszy biskup Amiens, męczennik chrześcijański, święty Kościoła katolickiego.
Daty urodzin i męczeńskiej śmierci świętego nie są znane. Fermín urodził się w połowie III wieku w rzymskim Pompaelo, dzisiejszej Pampelunie, jako najstarszy syn miejscowego senatora Firmo. Jedynym pewnikiem związanym z biografią św. Firmina jest fakt jego wczesnego kultu sięgającego VIII wieku i to, że późniejsze utwory literackie przysłoniły te elementy. Bezspornym pozostaje też, że żył tylko jeden biskup Amiens o imieniu Firmin.

Według późniejszej hagiografii Firmin miał być uczniem św. Cezarego. W wieku trzydzieści lat, Firmín po raz ostatni opuścił swoją ziemię, aby ewangelizować ziemie sąsiedniej Galii. Tam odwiedził Agen i Anjou, a później Beauvais. Wziął też udział w soborze orleańskim i paryskim (sobory Kościoła łacińskiego). Jest współautorem reguły zakonnej klasztorów żeńskich. Jego działalność była inspiracją dla poety Aratora, który pisał:
„Czcigodny kapłan Firmin
karmi wiernych złotymi dogmatami.
Jego chwała sięga po krańce Italii,
a jego imię jest znane szeroko poza granicami kraju.”
Następnym celem Firmína było Amiens, gdzie miał ponieść męczeńską śmierć z rąk namiestnika prowincji Sebastiána, który pod wpływem prześladowań religijnych chrześcijan wydanych przez cesarza Dioklecjana kazał go aresztować i ściąć. Tradycja mówi o odkryciu jego relikwii na początku 615 roku. W XII wieku kult świętego nabrał we francuskim mieście wielkiej świetności i popularności, jak wynika z akt kościoła w Amiens, dzięki biskupowi Gotfrydowi. W Pampelunie kult postaci św. Firmina nastał dopiero w 1186, kiedy to biskup Pedro de París otrzymał relikwie czaszki  męczennika. Jednak jego kult szybko przybierał na sile, aż do XVII wieku, kiedy to rozpoczął się spór między wyznawcami Firmína i Franciszeka Ksawerego, wspieranego przez jezuitów. Spór rozstrzygnięty w 1657, kiedy papież Aleksander VII ogłosił obu współpatronami Nawarry.
Jego wspomnienie liturgiczne w Kościele katolickim obchodzone jest 25 września, w Pampelunie 7 lipca. W dniach 6-14 lipca pampeluńczycy świętują również Sanfermines, które zatraciło już religijny charakter i stało się świętem świeckim.
Jest patronem: miast Amiens i Pampeluna i francuskiego regionu Pikardia, dzieci, bednarzy, handlarzy winem i piekarzy. Jest orędownikiem przeciw gorączce, skurczom, chorobom reumatycznym i obrzękom oraz przeciw suszy.
Od imienia świętego pochodzą nazwy miejscowości we Francji: Saint-Firmin, Nempont-Saint-Firmin, Saint-Firmin-des-Bois, Saint-Firmin-des-Prés i Saint-Firmin-sur-Loire a także, pośrednio, nazwa stacji metra w Madrycie: San Fermín-Orcasur.